# Adeline (hrabina)
Adeline, hrabina Cardigan i Lancastre, właśc. Adeline Louisa Maria de Horsey, (ur. 24 grudnia 1824 w Londynie, zm. 25 maja 1915 w Deene Park) – angielska arystokratka, pisarka i kurtyzana.

## Życiorys
Urodziła się na Charles Street, Berkeley Square w Londynie, jako najstarsza z trójki dzieci i jedyna córka Spencera Horsey Kilderbee (od 1832 De Horsey) i Lady Louisa Maria Judith (córka Johna Rous, 1. hrabi Stradbroke). Nauki pobierała w domu od francuskich guwernantek, biegle władała pięcioma językami i była utalentowanym muzykiem.
Adeline De Horsey zadebiutowała towarzysko w 1842 r. szybko zyskując reputację niekonwencjonalnej, ambitnej kokietki. W 1848 r. zaręczyła się z pretendentem do tronu hiszpańskiego Karolem Burbonem, jednak jego porażka doprowadziła do zerwania zaręczyn.
Plotki o moralności De Horsey wybuchły ze zdwojoną siłą, gdy zaobserwowano rozwijający się romans z przyjacielem jej ojca, James Thomasem Brudenell, 7. hrabią Cardigan, oficerem armii brytyjskiej, zamężnym i pozostającym w separacji z żoną. Wbrew obowiązującym w tamtych czasach obyczajom widywano ich jeżdżących konno w Hyde Park bez towarzystwa przyzwoitki. W 1857 r., z powodu obiekcji ojca opuściła dom rodzinny, wyprowadziła się do hotelu na Hyde Park Square, a potem do domu na Norfolk Street, nieopodal Park Lane, gdzie pozostawał jako kochanka hrabi Cardigan. W lipcu 1858 zmarła małżonka hrabiego, następnego miesiąca popłynęli na Morze Śródziemne i 28 września pobrali się na Gibraltarze. Lady Cardigan towarzyszyła mężowi w jego ulubionych rozrywkach, myślistwie, żeglarstwie i wyścigach konnych, stając się szanowanym członkiem kręgów sportowych. Nie była natomiast mile widziana w kręgach politycznych czy sędziowskich. Po śmierci małżonka w marcu 1868 r., lady Cardigan przejęła zarząd nad majątkiem pozostawionym jej w spadku. Przeprowadziła wiele usprawnień i spłaciła zadłużenie hipoteczne.
28 sierpnia 1873 r. Adeline wyszła za mąż ponownie za hrabiego Don Antonio Manuelo de Lancastre Saldanha. Po ślubie mieszkała jakiś czas w Portugalii lub w ulubionym przez hrabiego Paryżu. W 1879 r. hrabina Cardigan i Lancastre (jak sama się nazywała) wróciła do Deene Park, rzekomo w celu nadzorowania majątkiem, podczas gdy jej mąż pozostał w Paryżu, gdzie zmarł w 1898 r.
W 1909 r. opublikowała tom wspomnień „My Recollections”, który spowodował wstrząs w wyższych sferach towarzystkich. Książka obfitowała w skandale i plotki epoki wiktoriańskiej, częściowo na wpół zapamiętane, częściowo ewidentnie sfabrykowane, bez zachowania dyskrecji. Lady Cardigan pozostała ekscentryczna i autokratyczna do końca swoich dni. Zmarła w Deene Park 25 maja 1915 r. i została pochowana w kościele parafialnym w Deene wraz ze swoim pierwszym mężem.